# Estação Ferroviária de São Pedro do Sul
A Estação Ferroviária de São Pedro do Sul foi uma interface da Linha do Vouga, que servia a cidade de São Pedro do Sul, no Distrito de Viseu, em Portugal.

## Descrição
A superfície dos carris (plano de rolamento) da estação ferroviária de São Pedro do Sul ao PK 113+500 situava-se à altitude de 16 550 cm acima do nível médio das águas do mar. O abrigo de plataforma situava-se do lado noroeste da via (lado esquerdo do sentido ascendente, para Viseu).

## História

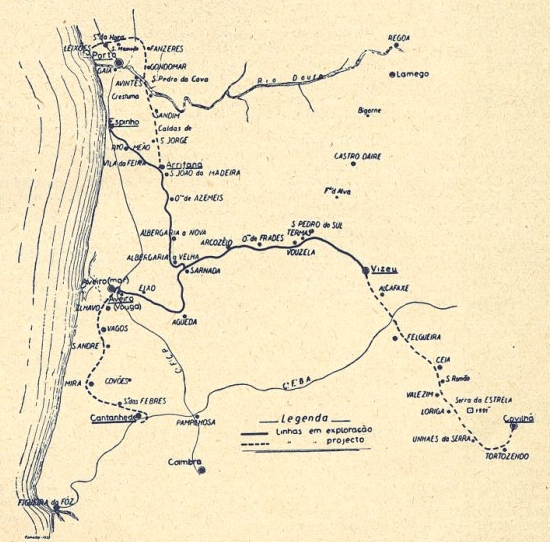
Mapa da rede do Vouga na Década de 1930, onde se pode ver a localização da gare de São Pedro do Sul.

### Antecedentes
Em 1889, estava a ser planeada a construção de um caminho de ferro entre Mangualde, na Linha da Beira Alta, e Recarei, na Linha do Douro, seguindo pelo vale do Rio Paiva e passando por São Pedro do Sul e Viseu. Em Janeiro de 1899, já tinha sido iniciada a realização de um inquérito administrativo, que tinha como finalidade expôr à apreciação do público os lanços planeados no âmbito dos Planos das Redes Complementares ao Norte do Mondego e Sul do Tejo, incluindo a linha de 1899, em via estreita, mas já sem o lanço de Viseu a Mangualde.

### Planeamento e inauguração
Quando se estava a planear a Linha do Vouga, nos finais do Século XIX, calculava-se que uma das localidades mais importantes que seriam servidas por aquele caminho de ferro seria São Pedro do Sul. Nesta altura, o principal meio de transporte em São Pedro do Sul e noutras povoações do vale do Rio Vouga eram as diligências até Estarreja, que era muito morosas.
Esta estação encontrava-se no lanço entre Bodiosa e Vouzela, que abriu à exploração em 5 de Fevereiro de 1914, pela Compagnie Française pour la Construction et Exploitation des Chemins de Fer à l'Étranger.
Em 10 de Agosto de 1926, a Companhia Nacional de Caminhos de Ferro, em combinação com a Companhia do Vouga, organizou comboios rápidos de luxo de Santa Comba Dão, onde ligavam com os rápidos da Beira Alta, até às Termas de São Pedro do Sul, passando por Tondela, Viseu e São Pedro do Sul.

### Transição para a CP e encerramento
Em 1 de Janeiro de 1947, a exploração da Linha do Vouga passou para a Companhia dos Caminhos de Ferro Portugueses.
Em 2 de Janeiro de 1990, grande parte da rede ferroviária nacional foi encerrada como parte de um programa de reestruturação da empresa Caminhos de Ferro Portugueses, incluindo o lanço entre Sernada do Vouga e Viseu, onde se inseria São Pedro do Sul.

## Leitura recomendada
- SILVA, José; RIBEIRO, Manuel (2007). Os Comboios em Portugal. Volume III 1ª ed. Lisboa: Terramar - Editores, Distribuidores e Livreiros, Lda. 203 páginas. ISBN 978-972-710-408-6